# 马尔讷 (德塞夫勒省)
马尔讷（法語：Marnes，法語發音：[maʁn]）是法国德塞夫勒省的一个市镇，属于布雷叙尔区。

## 地理
马尔讷（46°51'23"N, 0°1'9"W）面积17.19 平方千米，位于法国新阿基坦大区德塞夫勒省，该省份为法国西部内陆省份，北起曼恩-卢瓦尔省，西接旺代省，南至夏朗德省和滨海夏朗德省，东临维埃纳省。
与马尔讷接壤的市镇（或旧市镇、城区）包括：蒙孔图尔、艾尔沃、拉格里莫迪耶尔、圣让德索沃、平原河谷镇。

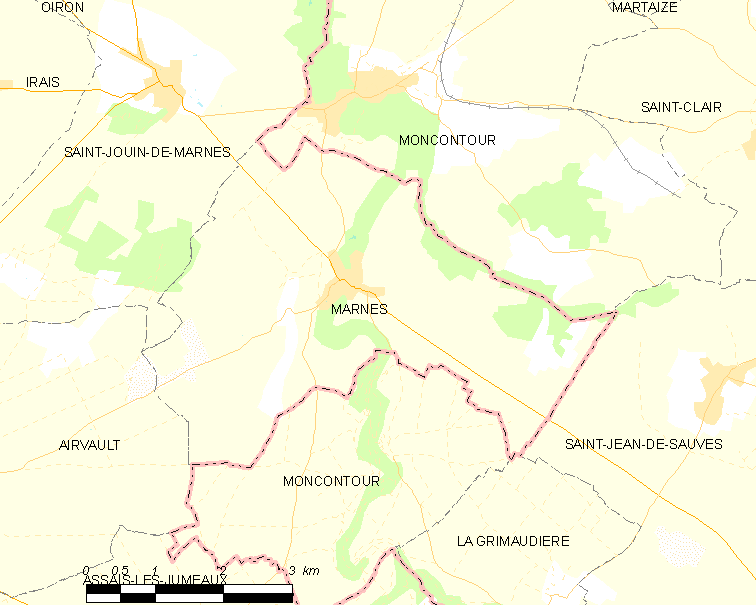
的OSM定位图

马尔讷的时区为UTC+01:00、UTC+02:00（夏令时）。

## 行政
马尔讷的邮政编码为79600，INSEE市镇编码为79167。

## 政治
马尔讷所属的省级选区为图埃河谷县。

## 人口

1962-2008年间人口变化图示

马尔讷于2022年1月1日时的人口数量为220人。